# Maglite
Maglite (scritto anche Mag-Lite, stilizzato come MAG-LITE) è un marchio, fondato da Anthony Maglica nel 1979, di torce elettriche prodotte negli Stati Uniti da Mag Instrument Inc., con sede in Ontario (California). È stato introdotto nel 1979. Costruite principalmente in alluminio 6061 anodizzato, hanno un fascio a fuoco variabile. In origine le torce Maglite utilizzavano lampadine a incandescenza al krypton o allo xeno. I modelli attuali hanno LED, sebbene i modelli precedenti siano ancora ampiamente utilizzati.

## Storia
Anthony Maglica (nato in Croazia) fonda l'azienda nel 1955 con soli 125 dollari statunitensi. Fu all'inizio degli anni '70 che si interessò alle torce. Queste ultime poi mancavano di una qualità produttiva commisurata all'uso diffuso e alla commercializzazione di massa. Nel 1974 viene creata la Mag Instrument, Inc. Nel 1979 viene introdotta sul mercato la prima torcia Maglite, una torcia con un alloggiamento in alluminio anodizzato e molte altre caratteristiche che la rendono anche uno strumento più resistente e pratico. Nel 1984 fu presentata la “Mini Maglite”, che offriva le stesse caratteristiche, ma in una dimensione più piccola e più adatta al grande pubblico.
Negli anni queste torce prendono piede soprattutto nelle forze di polizia statunitensi e ben presto diventano note per essere utilizzate come sostituto di un manganello. Nel 2004, la Commissione di polizia di Los Angeles è passata a utilizzare torce più piccole: Alan Skobin, il vicepresidente della commissione, affermò che "Questa politica chiarisce che le torce sono per l'illuminazione e scoraggia il loro uso come strumento di impatto. E garantisce la sicurezza degli agenti, oltre a proteggere il pubblico." Il 30 marzo 2007, il dipartimento di polizia di Los Angeles ha annunciato che sarebbe passato a una torcia a LED più piccola e più leggera che non può essere utilizzata come manganello, anche in risposta a un incidente in cui un agente è stato accusato di uso eccessivo della forza contro un sospetto, utilizzando una Maglite.

## Modelli
La loro caratteristica illuminotecnica principale è la possibilità di regolare con una ghiera l'ampiezza del fascio luminoso uscente, in un range che può andare da quello più ampio e diffuso (per l'illuminazione di una vasta area a breve-medio distanza) a quello più concentrato ed intenso (per l'illuminazione di un volume di spazio più ristretto e distante).